# Ion Coman

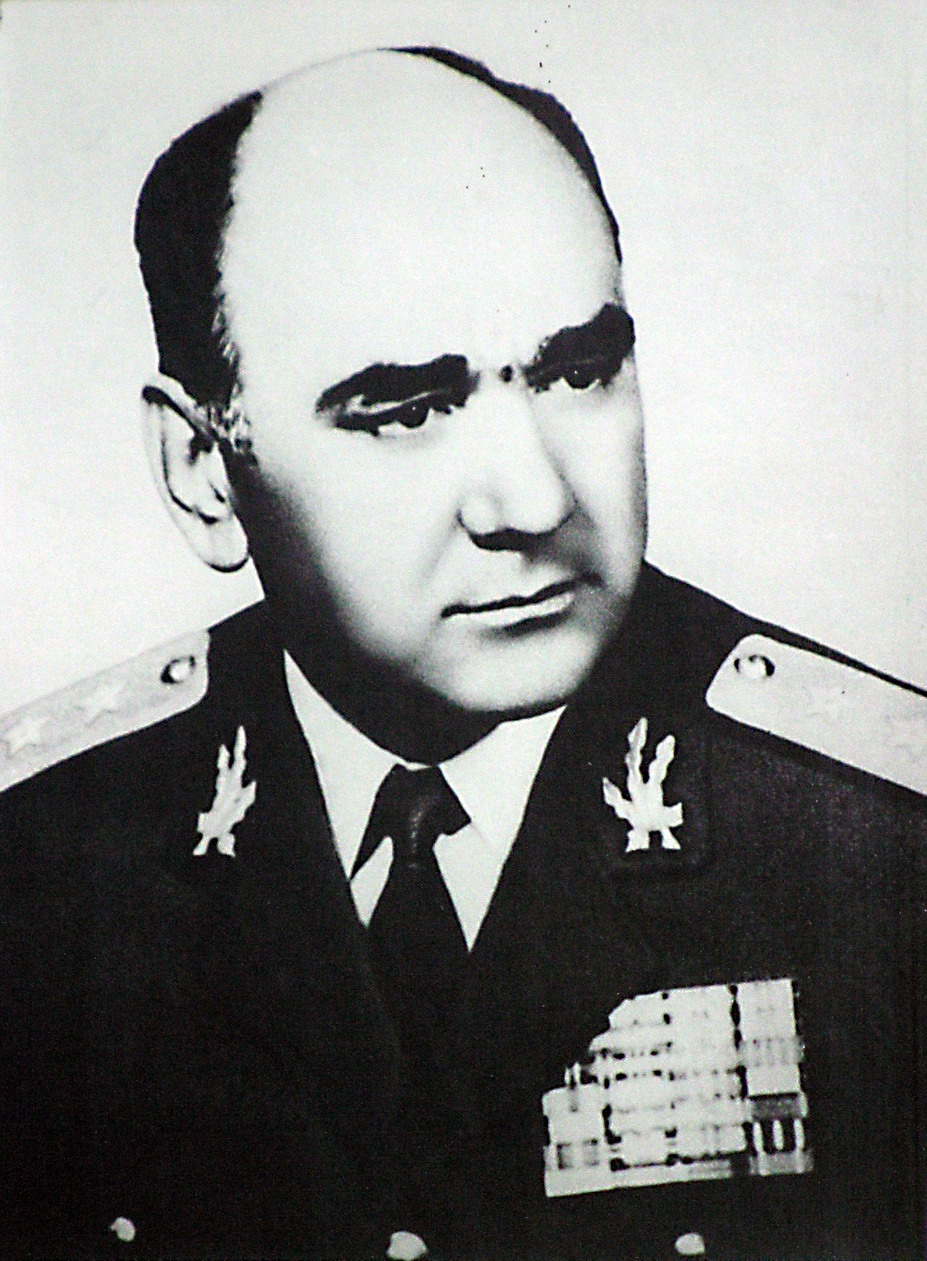
General Ion Coman

Ion Coman (* 25. März 1926 in Prunaru, Bujoreni, Kreis Teleorman) war ein rumänischer Generaloberst und Politiker der Rumänischen Arbeiterpartei PMR (Partidul Muncitoresc Român) und ab 1965 PCR (Partidul Comunist Român), der unter anderem von 1976 bis 1980 Minister für Nationale Verteidigung, zwischen 1979 und 1989 Mitglied des Politischen Exekutivkomitees des Zentralkomitees (ZK) sowie von 1980 und 1989 auch Mitglied des ZK-Sekretariats war.

## Leben

### Schul- und Berufsausbildung, Funktionär
Coman besuchte zwischen 1932 und 1936 die Grundschule in Bădulești und war danach zwischen Oktober 1936 und Oktober 1937 als Arbeiter in der Schuhfabrik Petrică Rădulescu tätig. Im Anschluss war er von Oktober 1937 bis Oktober 1941 als Kaufmannsgehilfe in mehreren Geschäften in Bukarest sowie zwischen Oktober 1941 und Oktober 1945 als Fabrikarbeiter. Während dieser Zeit besuchte er von 1942 bis 1946 die Berufsschule in Bukarest und absolvierte dort eine Berufsausbildung zum Drechsler. Danach arbeitete er von Oktober 1945 bis Juli 1947 in diesem Beruf.
1945 wurde er sowohl Mitglied der Union junger Kommunisten UTCdR (Uniunea Tineretului Comunist din Romania) als auch damaligen Kommunistischen Partei PCR (Partidul Comunist din România). Unmittelbar darauf war er von 1945 bis Juli 1947 auch Sekretär einer Parteizelle sowie Präsident des Gewerkschaftskomitees in der Fabrik Alexandru Hengaru in Bukarest. In dieser Zeit absolvierte er 1946, 1947 und 1948 dreimonatige Kurse im Fach Marxismus. Im Juli 1947 übernahm er bis Oktober 1948 eine Tätigkeit als Instrukteur bei der Gewerkschaft der Metall- und Chemiearbeiter sowie zeitgleich als Organisationssekretär der Union der Arbeiterjugend UTM (Uniunea Tineretului Muncitor) im Bukarester Stadtbezirk Sektor 3.

### Offizier und Stabsoffizier
Coman leistete zwischen Oktober 1948 und Juli 1949 seinen Militärdienst beim 1. Kavallerieregiment in Arad und wurde nach dem Besuch eines einmonatigen Politikkurses in diesem Regiment im Juli 1949 zum Oberstabsfeldwebel befördert. Danach war er von Juli 1949 bis zum 14. September 1951 Instrukteur sowie anschließend zwischen dem 14. Juli 1951 und Juli 1954 Leiter der Abteilung für die Union der Arbeiterjugend in der Politischen Hauptabteilung der Landstreitkräfte. Während dieser Zeit wurde er am 8. Juli 1950 zum Leutnant, am 20. August 1951 zum Oberleutnant, am 13. März 1952 zum Hauptmann sowie bereits am 30. September 1952 zum Major befördert.
Nachdem er 1954 verschiedene Prüfung an einem Naturwissenschaftlichen Gymnasium abgelegt hatte, war Major Coman von Juli bis August 1954 zunächst Mitarbeiter in der Politischen Abteilung sowie zwischen August 1954 und dem 30. Juli 1955 Leiter der Organisationsabteilung bei den Heeresflugabwehrverbänden. In dieser Verwendung folgte am 23. August 1954 seine Beförderung zum Oberstleutnant. Er fand daraufhin vom 30. Juli 1955 bis Februar 1958 als Leiter der Politischen Abteilung der Militärregion 3 und absolvierte zwischen 1956 und 1957 ein Abendstudium im Fach Marxismus-Leninismus.
Anschließend war Coman, der am 13. April 1957 zum Oberst befördert worden war, zwischen Februar 1958 und Oktober 1959 Mitglied des Militärrates der Militärregion 3 und absolvierte zwischen Oktober 1959 und Oktober 1962 einen Generalstabslehrgang an der Generalstabsakademie (Academia Militară Generală).

### Aufstieg zum Chef des Generalstabes
Nach Beendigung des Generalstabslehrgangs war er vom 12. Oktober 1962 bis zum 17. Juni 1963 Leiter der Organisationsabteilung und Stellvertretender Leiter der Politischen Hauptverwaltung der Landstreitkräfte und wurde in dieser Verwendung am 27. Dezember 1962 zum Generalmajor befördert. Anschließend fungierte er vom 17. Juni 1963 bis zum 26. November 1964 als Erster Stellvertretender Chef des Stabes sowie zwischen Juni 1964 und dem 14. Juni 1965 als Mitglied des Obersten Politischen Rates der Streitkräfte (Forțelor Armate). Daraufhin war er vom 26. November 1964 bis zum 14. Juni 1965 Kommandeur der 3. Armee.
Am 14. Juni 1965 wurde Generalmajor Coman Vize-Minister für Verteidigung sowie Sekretär des Obersten Politischen Rates der Streitkräfte und bekleidete diese Posten bis zum 19. April 1973. 1965 wurde Coman erstmals Mitglied der Großen Nationalversammlung (Marea Adunare Națională) und vertrat in dieser bis 1969 zunächst den Wahlkreis Nicolești, von 1969 bis 1975 den Wahlkreis Caracal, zwischen 1975 und 1980 den Wahlkreis Târgu Mureș, von 1980 bis 1985 den Wahlkreis Timișoara sowie zuletzt zwischen 1985 und 1989 den Wahlkreis Hunedoara-Est Nr. 3.
Auf dem Neunten Parteitag der PCR vom 19. bis 24. Juli 1965 wurde er Mitglied des ZK der PCR, dem er bis zum 22. Dezember 1989 angehörte. Während dieser Zeit wurde er am 23. August 1966 zum Generalleutnant befördert und war zwischen dem 13. März 1969 und dem 9. Juli 1976 Mitglied des Staatsrates (Consiliului de Stat). Darüber hinaus war er seit dem 8. März 1971 Mitglied des Nationalrates der Rundfunkanstalt (Radioteleviziunii Române).
Coman wurde am 6. Mai 1971 zum Generaloberst befördert und fungierte zwischen dem 19. April 1973 und dem 4. Dezember 1974 als Leiter der ZK-Abteilung für Militär und Justizangelegenheiten. Am 29. April 1974 wurde er Mitglied sowie 1975 Sekretär des Verteidigungsrates der Sozialistischen Republik Rumänien (Consiliul Apărării al Republicii Socialiste România). Er war daneben vom 4. Dezember 1974 als Nachfolger von Gheorghe Ion bis zu seiner Ablösung durch Ion Hortopan am 19. Juni 1976 Chef des Generalstabes der Streitkräfte sowie in Personalunion Erster Stellvertretender Minister für Nationale Verteidigung sowie. Des Weiteren wurde er 1975 Mitglied des Obersten Rates für Notare, Mitglied des Büros des Führungsrates im Ministerium für Nationale Verteidigung sowie Mitglied des Obersten Rates für wirtschaftliche und soziale Entwicklung.

### Verteidigungsminister, Ehrungen und Auszeichnungen
Coman wurde am 19. Juni 1976 als Nachfolger von Ioan Ioniță Minister für Nationale Verteidigung (Ministrul Apărării Naționale) und bekleidete diesen Ministerposten bis zu seiner Ablösung durch Constantin Olteanu am 29. März 1980. Gleichzeitig wurde er im November 1976 Mitglied der ZK-Kommission für Angelegenheiten der Partei- und Staatskader und war seit dem 27. März 1980 auch Mitglied des Büros dieser ZK-Kommission.
Er wurde auf dem Zwölften Parteitag der PCR vom 19. bis 23. November 1979 Mitglied des Politischen Exekutivkomitees des ZK und gehörte auch diesem Parteigremium bis zur Rumänische Revolution am 22. Dezember 1989 an.
Darüber hinaus wurde er 27. März 1980 Mitglied des Sekretariats des ZK und behielt diese Funktion ebenfalls bis zum 22. Dezember 1989. Gleichzeitig fungierte er vom 1. April 1980 bis zum 22. Dezember 1989 als Vorsitzender des Verteidigungsausschusses der Großen Nationalversammlung.
Für seine langjährigen Verdienste wurde Coman mehrfach ausgezeichnet und erhielt unter anderem 1948 den Orden der Arbeit Dritter Klasse (Ordinul Muncii), 1953 den Orden der Arbeit Zweiter Klasse, 1957 den Stern der Volksrepublik Rumänien Dritter Klasse (Ordinul Steaua Republicii Populare Române), 1959 den Orden 23. August Fünfter Klasse (Ordinul 23. August), 1964 den Orden 23. August Vierter Klasse, 1966 den Orden Tudor Vladimirescu Dritter Klasse (Ordinul Tudor Vladimirescu), 1969 den Orden 23. August Erster Klasse, 1981 den Titel Held der sozialistischen Arbeit (Erou al Muncii Socialiste) sowie 1986 den Stern der Sozialistischen Republik Rumänien Erster Klasse (Ordinul Steaua Republicii Socialiste România). Darüber hinaus wurde ihm der Militärische Verdienstorden (Meritul Militar) Dritter Klasse, Zweiter Klasse und Erster Klasse verliehen. Am 21. Oktober 1975 wurde er Großoffizier des Ordens des Infanten Dom Henrique.